# Бійський міський округ
Бі́йський міський округ (рос. Бийский городской округ) — міський округ у складі Алтайського краю Російської Федерації.
Адміністративний центр — місто Бійськ.

## Населення
Населення — 210324 особи (2019; 219328 в 2010, 232932 у 2002).

## Населені пункти
| № | Населений пункт   | Населення, осіб (2002) | Населення, осіб (2010) |
| - | ----------------- | ---------------------- | ---------------------- |
| 1 | Бійськ, місто     | 218562                 | 210115                 |
| 2 | Жаворонково, село | 153                    | 116                    |
| 3 | Нагорний, селище  | 6358                   | 7542                   |
| 4 | Одинцовка, село   | 420                    | 387                    |
| - | Сорокино, смт     | 6252                   | -                      |
| 5 | Фоминське, село   | 1187                   | 1168                   |